# Odradiwka (obwód doniecki)
Odradiwka (ukr. Одрадівка) – wieś na Ukrainie, w obwodzie donieckim, w rejonie bachmuckim. W 2001 liczyła 152 mieszkańców, spośród których 150 posługiwało się językiem ukraińskim, a 2 rosyjskim.